# تپه میر قلعه سی
تپه میر قلعه سی مربوط به عصر آهن - سده‌های اولیه دوران‌های تاریخی پس از اسلام است و در شهرستان مشگین‌شهر، بخش مرکزی، دهستان مشکین شرقی، روستای میرک واقع شده و این اثر در تاریخ ۲۲ آبان ۱۳۸۶ با شمارهٔ ثبت ۲۰۱۴۷ به‌عنوان یکی از آثار ملی ایران به ثبت رسیده است.